# Lago Meliquina
Lago Meliquina är en sjö i Argentina.   Den ligger i provinsen Neuquén, i den sydvästra delen av landet, 1 300 km sydväst om huvudstaden Buenos Aires. Lago Meliquina ligger 925 meter över havet. Arean är 12,9 kvadratkilometer. Den sträcker sig 5,4 kilometer i nord-sydlig riktning, och 6,8 kilometer i öst-västlig riktning.
I omgivningarna runt Lago Meliquina växer i huvudsak blandskog. Runt Lago Meliquina är det mycket glesbefolkat, med 6 invånare per kvadratkilometer.